# Nigel Miguel
Nigel Miguel (Honduras Británica, 8 de abril de 1963) es un actor, productor cinematográfico y asesor técnico beliceño-estadounidense. Es también un exjugador de baloncesto que se destacó como miembro de los UCLA Bruins de la NCAA y de los La Crosse Catbirds de la CBA, pero que las lesiones le impidieron continuar con su carrera en la NBA.

## Trayectoria en el baloncesto
Miguel nació en Honduras Británica (actual Belice). Su padre, Edward Miguel, fue un destacado ciclista en su país. En 1969 su familia se instaló en el Sur de California, donde Miguel descubriría el baloncesto.
Asistió a la Notre Dame High School en Sherman Oaks, integrando el equipo de baloncesto de la institución (en 2013 la escuela lo incluiría en su Salón de la Fama). En 1981 fue convocado para participar del McDonald's All-American Game, en el cual le tocó enfrentar a futuras estrellas de la NBA como Patrick Ewing, Chris Mullin y Michael Jordan.
Siendo uno de los baloncestistas jóvenes más sobresalientes de los Estados Unidos, recibió ofertas de diversas universidades para incorporarse a sus equipos. Inicialmente Miguel se compromentió con la Universidad del Sur de California para jugar con los Trojans, pero terminó aceptando la beca ofrecida por la Universidad de California en Los Ángeles para integrarse a los Bruins, el máximo rival de los Trojans.
En sus tres primeros años como jugador en el circuito universitario estadounidense su rendimiento estuvo por debajo de lo esperado. Sin embargo en su temporada como sénior el nuevo entrenador Walt Hazzard decidió cambiarlo de posición en la cancha, pasándolo de alero a base. La modificación resultó ser exitosa, pues Miguel mejoró notablemente su desempeño, registrando promedios de 12 puntos, 3,4 rebotes y 3,2 asistencias por partido durante la temporada y liderando a su equipo a la conquista del National Invitation Tournament 1985. Fue además reconocido como el Mejor Defensor del Año de la Pacific 10 Conference.
En el Draft de la NBA de 1985 fue seleccionado por los New Jersey Nets durante la tercera ronda. Sin embargo, tras participar de una sesión de entrenamiento con la franquicia, fue desvinculado de la organización. En consecuencia el jugador firmó un contrato con los La Crosse Catbirds de la CBA para demostrar que tenía condiciones para competir profesionalmente. Su temporada fue muy buena, tanto a nivel colectivo como a nivel individual (terminó siendo incluido como parte del quinteto ideal de novatos de su liga). Ello lo puso de nuevo en la órbita de la NBA. 
Aunque Los Angeles Lakers buscaron sumarlo a sus filas, Miguel terminó firmando un contrato con New Jersey Nets debido a que la franquicia le ofrecía una continuidad de dos años. De todos modos, durante la pretemporada con el equipo, el jugador sufrió una severa lesión en el talón de su pie izquierdo, por lo que tuvo que perderse toda la temporada. Luego de un año entrenando por su cuenta, Miguel intentó retornar a los Nets, pero su estado físico no convenció al cuerpo de entrenadores. Tras ser cortado nuevamente de la franquicia neojerseita, decidió renunciar a su carrera como baloncestista profesional y concentrarse en otros proyectos.

## Trayectoria en el mundo del entretenimiento
Durante el periodo en el que estuvo lesionado, Miguel comenzó a buscar incursionar en el mundo de la actuación profesional. Por ello participó de varios anuncios comerciales de empresas como Reebok, Converse, Nike y Pepsi. Su primer papel en el cine fue en la película Colors, estrenada en 1988, en la que interpreta a un pandillero.
Posteriormente Miguel actuaría en papeles secundarios -usualmente interpretando a jugadores de baloncesto- en las películas Heaven Is a Playground, White Men Can't Jump, The Air Up There, Blue Chips, Forget Paris y American History X. También apareció en series de televisión como 21 Jump Street y Time Trax, y en la obra Rebound: The Legend of Earl "The Goat" Manigault producida por HBO para la pantalla chica.
Asimismo se desempeñó como asesor técnico en la filmación de Space Jam. Allí se encargó de montar el Jordan Dome, un gimnasio desmontable donde Michael Jordan -proyectando su regreso a la competición profesional- entrenaba mientras se realizaban las escenas de la película en las que él no participaba. Miguel había actuado como doble de Jordan por siete años.
En 2005 protagonizó una publicidad de Coca-Cola en la que dunquea sobre un jugador más joven durante un partido de baloncesto callejero.
Con su empresa II Jam Casting & Production trabaja en la creación de productos audiovisuales en Belice y en los Estados Unidos desde 1992.
El gobierno de Belice nombró a Miguel presidente de su comisión de cine en el año 2008, lo que lo convirtió en el principal promotor de la industria cinematográfica en su país nativo. De todos modos Miguel ya se desempeñaba como funcionario para su país desde 1994, año en que aceptó obrar como embajador de buena voluntad ante los Estados Unidos para ayudar a vincular a empresas estadounidenses con el gobierno beliceño.

## Filmografía

### Actor
| Año  | Título                                           | Personaje                  | Tipo                             |
| ---- | ------------------------------------------------ | -------------------------- | -------------------------------- |
| 1988 | Colors                                           | Snakedance                 | Película                         |
| 1989 | Shooters                                         | Soldado                    | Película                         |
| 1990 | 21 Jump Street                                   | Ray Casey                  | Serie de televisión (1 episodio) |
| 1991 | Equal Justice                                    | Reggie                     | Serie de televisión (2 episodio) |
| 1991 | Heaven Is a Playground                           | Casey Caldwell             | Película                         |
| 1991 | Hangin' with Mr. Cooper                          | Guy Beal                   | Serie de televisión (1 episodio) |
| 1991 | White Men Can't Jump                             | Dwight "The Flight" McGhee | Película                         |
| 1993 | Martin                                           | Clarence                   | Serie de televisión (1 episodio) |
| 1994 | Time Trax                                        | Snake                      | Serie de televisión (1 episodio) |
| 1994 | The Air Up There                                 | Halawi                     | Película                         |
| 1994 | Blue Chips                                       | Jugador de baloncesto      | Película                         |
| 1995 | Forget Paris                                     | Jugador de baloncesto      | Película                         |
| 1996 | Rebound: The Legend of Earl "The Goat" Manigault | Sonny Johnson              | Película para televisión         |
| 1998 | American History X                               | Jugador de baloncesto      | Película                         |
| 2005 | Elizabethtown                                    | Entrenador de baloncesto   | Película                         |
| 2006 | Instant Def                                      | Oficial de policía         | Serie web (1 episodio)           |

### Productor
| Año        | Título                       | Rol                 | Producto            | País                  |
| ---------- | ---------------------------- | ------------------- | ------------------- | --------------------- |
| 2005       | Short Fuse                   | Productor Ejecutivo | Largometraje        | Estados Unidos        |
| 2005       | Virginia                     | Productor Ejecutivo | Largometraje        | Estados Unidos        |
| 2007       | Peep Diss Videos: Season One | Productor Ejecutivo | Video               | Estados Unidos        |
| 2014- 2015 | Taking Off with Evin Gibson  | Productor           | Serie de televisión | Estados Unidos        |
| 2019       | My Father Belize             | Productor           | Cortometraje        | Estados Unidos Belice |
| 2023       | Paradies 2                   | Productor           | Largometraje        | Estados Unidos Belice |
| 2023       | South Haven                  | Productor Ejecutivo | Largometraje        | Estados Unidos        |